# Woo Weekend
Woo Weekend è un singolo della cantante sudcoreana BoA, pubblicato nel 2010.

## Tracce
CD
1. Woo Weekend – 3:58
2. No Dance, No Life – 3:50
3. Woo Weekend (Instrumental) – 3:53
4. No Dance, No Life (Instrumental) – 3:47

DVD
1. Woo Weekend (MV)